# Arte (gramática)
Un arte o arte de la lengua fue la denominación usada para diversas gramáticas de lenguas indígenas de América o también de lenguas asiáticas, compuestas frecuentemente por misioneros y otros autores, especialmente durante los siglos XVI a XVIII. El nombre deriva del Arte gramática (Τέχνη Γραμματική) del gramático griego Dionisio de Tracia escrito en el siglo II a. C.
Estas obras respondían a un plan muy concreto y en general usaban el mismo modelo descriptivo, basado en la nomenclatura y esquemas de la gramática latina, junto con un vocabulario y algunos textos evangélicos traducidos a dicha lengua que ejemplificaban las reglas gramaticales de la lengua.
Frecuentemente estas gramáticas tenían un propósito misionero y evangelizador por lo que muchas de ellas se refieren a lenguas generales, es decir, lenguas ampliamente usadas en una determinada región para la comunicación interétnica entre grupos con lenguas minoritarias.

## Ejemplos

### sigloXVI
- Arte para ligeramente saber la lengua arábiga, de fray Pedro de Alcalá (1505), es una gramática del árabe andalusí.
- Arte de la lengua mexicana y castellana, de fray Alonso de Molina (1547), es una gramática del náhuatl.
- Arte para aprender la lengua mexicana, de fray Andrés de Olmos (1547), es una gramática del náhuatl.
- Arte para aprender la lengua totonaca, de fray Andrés de Olmos, es una gramática del totonaco.
- Arte de la lengua de Michuacan, de fray Maturino Gilberti (1558), es una gramática del purépecha.
- Grammatica o arte de la lengua general de los indios de los reynos del Perú de Domingo de Santo Tomás (1560), es una gramática del quechua.
- Arte de la lengua china (manuscrito, 1592 o 1593), por Juan Cobo (1547-1593).

### sigloXVII
- Arte y gramática general de la lengua que corre en todo el Reyno de Chile : con un vocabulario, y confessionario de Luis de Valdivia (1606) es una obra sobre el mapudungun.
- Arte nueva dela lengva general de todo el Perv, llamada lengva Qquichva, o Lengva del Inca de Diego González Holguín (1607) es una gramática del Quechua cuzqueño
- Doctrina christiana y cathecismo, confessionario breve, arte y gramática y vocabulario breve en la lengua Allentiac de Luis de Valdivia (1607) es una obra sobre el allentiac.
- Arte de la Lengua Aymara, de Ludovico Bertonio (1612).
- Arte y pronunciación en lengua timvquana y castellana de Francisco Pareja (1614).
- Arte de la lengua Quichua, de Diego de Torres Rubio (1619).
- Arte de lengua yunga, de Fernando de la Carrera Daza (1644), es una gramática del mochica.
- Arte de la lengua maya, de Gabriel de San Buenaventura (1684).
- Arte de la lengua chiapaneca de fray Juan de Albornoz (c. 1690).
- Arte de la lengua zamuca, del padre Ignace Chomé (1696).
- Arte de la lengua cacchi, de Coban en la Verapaz, de Don fray Thomás de Cardenas.

- Arte de la lengua chiõ chiu (manuscrito, 1620?), por Melchor Manzano de Haro (1579?-1630).

### sigloXVIII
- Arte de la lengua Moxa con su vocabulario y cathecismo, del padre Pedro Marbán (1701).
- El arte de la lengua tegüima, de Natal Lombardo (1702), es una gramática del tegüima.
- Arte de la lengua mixe, de fray Agustín de Quintana (1720).
- Arte, bocabulario, Tesoro y catecismo de la Lengua Guaraní, publicado nuevamente sin alteración, de Antonio Ruiz de Montoya (1724).
- Arte De La Lengua Bascongada, de Manuel Larramendi (1729), es un gramática del vasco.
- Arte de la lengua japona, de Melchor Oyanguren de Santa Inés (1738).
- Arte de la lengua Cholona, de Pedro de la Mata (1748).
- Arte de la lengua totonaca, manuscrito anónimo (1752).
- Arte de la lengua mexicana, de Aldama y Guevara (1754), es un gramática del náhuatl.
- Arte de la lengua general del reyno de Chile del misionero jesuita catalán Andrés Fabrés (1765), es una gramática del mapuche.
- Diccionario y Arte de la Lengua Otomí, de L. D. Luis de Neve y Molina (1767).
- Arte de la lengua névome: que se dice pima, propia de Sonora, de Eusebio Francisco Kino.
- Arte de la lengua de los indios baures de la Provincia de los Moxos, del padre Antonio Magio.

- Arte de la lengua mandarina (manuscrito, entre 1677 y 1682; Cantón, 1703), por Francisco Varo (1627-1687).

### sigloXIX
- Arte De La Lengua Tagala: Y Manual Tagalog, Para La Administración De Los Santos Sacramentos, de Sebastin De Totanes (1850).
- Arte de la lengua cahita, de Tomás Basilio (1890).